# BlackRock
A BlackRock, Inc. egy amerikai multinacionális befektetési vállalat. A BlackRockot 1988-ban alapították, eredetileg vállalati kockázatkezeléssel és fix kamatozású intézményi vagyonkezelőként, mára a világ legnagyobb vagyonkezelője, 2023. december 31-én 11,5 billió dollárnyi kezelt vagyonnal. 2023. december 31-én a BlackRock székhelye New Yorkban található, 30 országban 70 irodával rendelkezik, és 100 országban vannak ügyfelei.
A BlackRock a tőzsdén kereskedett alapok iShares csoportjának kezelője, és a The Vanguard Group és a State Street mellett a három nagy indexalap-kezelő egyikének számít. Aladdin nevű szoftvere számos nagy pénzintézet számára követi nyomon a befektetési portfóliókat, BlackRock Solutions részlege pedig pénzügyi kockázatkezelési szolgáltatásokat nyújt. A BlackRock 2023-ban a 229. helyen állt a Fortune 500-as listán, amely az Amerikai Egyesült Államok legnagyobb vállalatainak bevétel szerinti listáján szerepel.
A BlackRock igyekezett magát a befektetések környezeti, társadalmi és kormányzási (ESG) szempontjainak iparági vezetőjeként pozícionálni. Nyugat-Virginia, Florida és Louisiana amerikai államok pénzt vontak el a cégtől, vagy megtagadták, hogy üzletet kössenek vele az ESG-politikája miatt. A BlackRockot bírálták, amiért olyan vállalatokba fektetett be, amelyek részt vesznek a fosszilis tüzelőanyagok, a fegyveripar, a Népi Felszabadító Hadsereg és az emberi jogok megsértésében Kínában. A vállalatot azért is bírálták, mert a COVID-19 világjárvány idején szoros kapcsolatban állt a Federal Reserve bankkal.

## Története

### 1988-1999
A BlackRockot 1988-ban Larry Fink, Robert S. Kapito, Susan Wagner, Barbara Novick, Ben Golub, Hugh Frater, Ralph Schlosstein és Keith Anderson alapította azzal a céllal, hogy intézményi ügyfeleknek kockázatkezelési szempontból vagyonkezelési szolgáltatásokat nyújtson. Fink, Kapito, Golub és Novick korábban együtt dolgoztak a First Bostonnál, ahol Fink és csapata úttörők voltak a jelzálogfedezetű értékpapírok piacán az Egyesült Államokban. 90 millió amerikai dollárt veszített Fink a First Boston vezetőjeként. Ez a tapasztalat motiválta őt és a többieket a kiváló kockázatkezelési és bizalmi gyakorlatok kidolgozására. Kezdetben Fink finanszírozást (a kezdeti működőtőkéhez) Peter Petersontól, a The Blackstone Grouptól kért, aki hitt Fink elképzelésében egy olyan cégről, amely a kockázatkezelésnek szenteli magát. Peterson a Blackstone Financial Management nevet adta neki. A kötvényüzletágban való 50%-os részesedésért cserébe a Blackstone kezdetben 5 millió dolláros hitelkeretet adott Finknek és csapatának. Az üzletág hónapokon belül nyereségessé vált, és 1989-re a csoport vagyona megnégyszereződött, 2,7 milliárd dollárra. A Blackstone tulajdonában lévő részesedés százalékos aránya is 40%-ra csökkent, szemben Fink munkatársaival.
1992-re a Blackstone részesedése a cég mintegy 36%-ának felelt meg, és Stephen A. Schwarzman és Fink fontolgatta a részvények nyilvános eladását.. 1992-ben a cég felvette a BlackRock nevet, és az év végére 17 milliárd dollárnyi vagyont kezelt. 1994 végén a BlackRock 53 milliárd dollárt kezelt. 1994-ben Schwarzman és Fink belső vitába keveredett a javadalmazás és a részvények módszereiről. 1994-ben Fink meg akarta osztani a részvényeket az új alkalmazottakkal, hogy elcsábítsa a tehetségeket a bankoktól, ellentétben Schwarzmannal, aki nem akarta tovább csökkenteni a Blackstone részesedését. 1994-ben megegyeztek, hogy elválnak útjaik, és Schwarzman eladta a BlackRockot, amit később „hősies hibának” nevezett. 1994 júniusában a Blackstone eladta 23 milliárd dolláros eszközállománnyal rendelkező, jelzálogpapírokkal foglalkozó egységét a PNC Financial Services-nek 240 millió dollárért. Az egység jelzálogokkal és más fix kamatozású eszközökkel kereskedett, és az eladási folyamat során az egység Blackstone Financial Managementről BlackRock Financial Managementre változtatta a nevét. Schwarzman a Blackstone-nál maradt, míg Fink a BlackRock elnök-vezérigazgatója lett.

### 1999-2009
1999. október 1-jén a BlackRock részvénytársasággá vált, részvényeit 14 dolláros darabáron értékesítette a New York-i tőzsdén történő első nyilvános kibocsátáson keresztül. 1999 végére a BlackRock 165 milliárd dollárnyi vagyont kezelt. 1999-ben a BlackRock mind szervesen, mind felvásárlások révén növekedett. 2000-ben Charles Hallac vezetésével a BlackRock elindította a BlackRock Solutions-t, a BlackRock elemzési és kockázatkezelési részlegét. A divízió az Aladdin System, a vállalati befektetési rendszer, a Green Package, a Risk Reporting Service, a PAG (portfólióanalitika) és az AnSer, az interaktív analitika segítségével nőtt ki.
2004 augusztusában a BlackRock végrehajtotta első nagyobb akvizícióját: 325 millió dollárért készpénzben és 50 millió dollárért részvényekben megvásárolta a State Street Research & Management holdingvállalatát, az SSRM Holdings, Inc. céget a MetLife-tól. Az akvizícióval a BlackRock kezelt vagyona 314 milliárd dollárról 325 milliárd dollárra nőtt. 2005-ben az ügyletbe beletartozott a State Street Research & Management befektetési alapokkal foglalkozó üzletága is. The deal included the mutual-fund business State Street Research & Management in 2005.
A BlackRock 2006-ban egyesült a Merrill Lynch befektetési menedzserekkel foglalkozó részlegével (MLIM), felére csökkentve a PNC tulajdonrészét, és a Merrill 49,5%-os részesedést szerzett a vállalatban. 2007 októberében a BlackRock felvásárolta a Quellos Capital Management alapok alapjainak üzletágát. 2009 áprilisában a BlackRock felvásárolta az R3 Capital Management, LLC-t és annak 1,5 milliárd dolláros alapjának kezelését. 2009 májusában a BlackRock Solutions-t az U. S. Treasury Department a Bear Stearns, az American International Group, a Freddie Mac, a Morgan Stanley és más, a 2007-2008-as pénzügyi válságban érintett pénzügyi cégek tulajdonában lévő toxikus eszközök elemzésére, felszámolására és árazására. A Federal Reserve engedélyezte a BlackRocknak, hogy felügyelje a Bear Stearns és az American International Group 130 milliárd dolláros adósságrendezését.

### 2010-2019
2010 februárjában a pénzügyi válság idején szükséges tőkebevonás érdekében a Barclays 13,5 milliárd dollárért eladta a Barclays Global Investors (BGI) egységét, amely magában foglalta a tőzsdén kereskedett alapok üzletágát, az iShares-t, a BlackRocknak, és a Barclays közel 20%-os részesedést szerzett a BlackRockban. 2011. április 1-jén a BlackRockot felvették az S&P 500 tőzsdeindex összetevőjeként. 2013-ban a Fortune a BlackRockot felvette a világ 50 legcsodáltabb vállalatát tartalmazó éves listájára. 2014-ben a BlackRock 4 billió dolláros kezelt vagyonával a „világ legnagyobb vagyonkezelője”. 2014 végén a Sovereign Wealth Fund Institute jelentése szerint a BlackRock kezelt vagyonának 65%-át intézményi befektetők tették ki.
2015. június 30-án a BlackRock 4,721 billió dollárnyi vagyont kezelt. 2015. augusztus 26-án a BlackRock végleges megállapodást kötött a FutureAdvisor, egy digitális vagyonkezelési szolgáltató felvásárlásáról, amelynek bejelentett vagyonkezelt vagyona 600 millió dollár volt. 2015. augusztus 26-án a FutureAdvisor a BlackRock Solutions (BRS) egyik üzletágaként kezdett működni. 2015 novemberében a BlackRock bejelentette, hogy veszteségek után felszámolja a BlackRock Global Ascent fedezeti alapot. A Global Ascent alap volt az egyetlen dedikált globális makroalapja, mivel a BlackRock „jobban ismert a befektetési alapjairól és a tőzsdén kereskedett alapjairól”. Abban az időben a BlackRock 51 milliárd dollárnyi fedezeti alapot kezelt, ebből 20 milliárd dollárt fedezeti alapok alapjaiban.
2017 márciusában a BlackRock a Mark Wiseman által vezetett féléves felülvizsgálat után kezdeményezte a 8 milliárd dolláros aktívan kezelt alap üzletágának átszervezését, ami hét portfóliókezelő távozását és 25 millió dolláros költséget eredményezett a második negyedévben, egyes alapokat kvantitatív befektetési stratégiákkal helyettesítve. 2017 áprilisára az iShares üzletág a BlackRock teljes kezelt vagyonának 1,41 billió dollárt, azaz 26%-át, és a BlackRock alapdíjbevételének 37%-át tette ki. 2017 áprilisában a BlackRock szintén támogatta, hogy a kontinentális kínai részvények első alkalommal bekerüljenek az MSCI globális indexébe.

## 2020-tól napjainkig
2020 januárjában a PNC Financial Services 14,4 milliárd dollárért eladta részesedését a BlackRockban. 2020 márciusában a Federal Reserve a BlackRockot választotta ki két vállalati kötvényvásárlási program kezelésére a COVID-19 világjárványra válaszul. Ez magában foglalta az 500 milliárd dolláros elsődleges piaci vállalati hitelkeretet (PMCCF) és a másodlagos piaci vállalati hitelkeretet (SMCCF) is, valamint a Government National Mortgage Association, a Fannie Mae vagy a Freddie Mac által garantált kereskedelmi jelzálogfedezetű értékpapírok (CMBS) Federal Reserve általi vásárlását. 2020 augusztusában a BlackRock megkapta a Kínai Értékpapír-szabályozó Bizottság engedélyét arra, hogy befektetési alap üzletágat hozzon létre az országban. Ezzel a BlackRock lett az első globális vagyonkezelő, aki megkapta a kínai kormány hozzájárulását az országban való működés megkezdéséhez.
2021 novemberében a Blackrock csökkentette indiai befektetéseit, miközben növelte a kínai befektetéseket. A cég fenntart egy külön India Alapot, amelyen keresztül indiai startupokba, a Byju's-ba, a Paytm-be és a Pine Labs-be fektet be. 2022. december 28-án bejelentették, hogy a BlackRock és Volodimir Zelenszkij egyeztetett a cég szerepvállalásáról Ukrajna újjáépítésében. 2022 szeptemberében a BlackRock vezérigazgatója, Larry Fink és Zelenszkij videokonferencia keretében találkoztak. 2023 áprilisában a vállalatot bízták meg a Signature Bank és a Silicon Valley Bank 114 milliárd dolláros eszközállományának értékesítésével a 2023-as egyesült államokbeli bankválság után. 2023 júniusában a BlackRock kérelmet nyújtott be az Egyesült Államok Értékpapír- és Tőzsdebizottságához (SEC) egy Spot Bitcoin tőzsdén kereskedett alap (ETF) elindítására, 2023 novemberében pedig egy másik kérelmet nyújtott be egy Spot Ethereum ETF-re. A spot bitcoin ETF beadványt és 10 másikat 2024. január 10-én hagyták jóvá. 2024. január 19-én az iShares Bitcoin Trust ETF (IBIT) volt az első spot bitcoin ETF, amely elérte az 1 milliárd dolláros forgalmat.
2023 júliusában a vállalat kinevezte Amin H. Nasszer-t az igazgatótanácsába. 2024-ben Nasszer, a világ legnagyobb olajvállalatának, a Saudi Aramco vezérigazgatója tölti be a Blackrock igazgatótanácsának Bader Alsaad által megüresedett helyét. 2023 augusztusában a BlackRock megállapodást írt alá Új-Zélanddal egy 2 milliárd új-zélandi dolláros befektetési alap létrehozásáról nap-, szél-, zöld hidrogén-, akkumulátortároló és elektromos járművek töltésére irányuló projektek számára, annak érdekében, hogy 2030-ra elérje a 100%-os megújuló energiaellátást. 2024 januárjában a BlackRock bejelentette, hogy 12,5 milliárd dollárért megvásárolja a Global Infrastructure Partners befektetési alapot. 2024 januárjában a BlackRock beleegyezett, hogy 3 milliárd dollár készpénzt és 12 millió saját részvényt fizet a GIP megvásárlásáért kötött megállapodás részeként. 2024 márciusában a BlackRock elindította első tokenizált alapját, a BlackRock USD Institutional Digital Liquidity Fund (BUIDL) nevű alapot Ethereumon, amely amerikai kincstárjegyekbe és repószerződésekbe történő befektetéseket képvisel. Az alap az első héten 245 millió dollárnyi eszközt biztosított. 2024. július 15-én a BlackRock kivonta a forgalomból azt a 2022-ben forgatott reklámot, amelyben rövid ideig Thomas Matthew Crooks, a Donald Trump elleni merényletkísérlet fegyverese szerepelt. 2024 közepén a cég kibővítette a Hudson Yards 50. szám alatt található központját.